# Hanna von Hoerner
Pour les articles homonymes, voir Hoerner.
 (octobre 2024).
La mise en forme du texte ne suit pas les recommandations de Wikipédia : il faut le « wikifier ».
Les points d'amélioration suivants sont les cas les plus fréquents. Le détail des points à revoir est peut-être précisé sur la page de discussion.
- Les titres sont pré-formatés par le logiciel. Ils ne sont ni en capitales, ni en gras.
- Le texte ne doit pas être écrit en capitales (les noms de famille non plus), ni en gras, ni en italique, ni en « petit »…
- Le gras n'est utilisé que pour surligner le titre de l'article dans l'introduction, une seule fois.
- L'italique est rarement utilisé : mots en langue étrangère, titres d'œuvres, noms de bateaux, etc.
- Les citations ne sont pas en italique mais en corps de texte normal. Elles sont entourées par des guillemets français : « et ».
- Les listes à puces sont à éviter, des paragraphes rédigés étant largement préférés. Les tableaux sont à réserver à la présentation de données structurées (résultats, etc.).
- Les appels de note de bas de page (petits chiffres en exposant, introduits par l'outil «  Source ») sont à placer entre la fin de phrase et le point final[comme ça].
- Les liens internes (vers d'autres articles de Wikipédia) sont à choisir avec parcimonie. Créez des liens vers des articles approfondissant le sujet. Les termes génériques sans rapport avec le sujet sont à éviter, ainsi que les répétitions de liens vers un même terme.
- Les liens externes sont à placer uniquement dans une section « Liens externes », à la fin de l'article. Ces liens sont à choisir avec parcimonie suivant les règles définies. Si un lien sert de source à l'article, son insertion dans le texte est à faire par les notes de bas de page.
- La présentation des références doit suivre les conventions bibliographiques. Il est recommandé d'utiliser les modèles {{Ouvrage}}, {{Chapitre}}, {{Article}}, {{Lien web}} et/ou {{Bibliographie}}. Le mode d'édition visuel peut mettre en forme automatiquement les références.
- Insérer une infobox (cadre d'informations à droite) n'est pas obligatoire pour parachever la mise en page.

Pour une aide détaillée, merci de consulter Aide:Wikification.
Si vous pensez que ces points ont été résolus, vous pouvez retirer ce bandeau et améliorer la mise en forme d'un autre article.
Hanna von Hoerner, née le 14 novembre 1942 à Görlitz en Allemagne et morte le 4 juillet 2014 à Oftersheim dans son pays natal, est une astrophysicienne allemande. Elle a fondé la société von Hoerner & Sulger qui produit des instruments scientifiques, notamment des analyseurs de poussières cosmiques utilisés lors des missions spatiales de l'Agence spatiale européenne (ESA) et de la NASA.

## Enfance
Hanna von Hoerner est née à Görlitz en 1942. Son père, Sebastian von Hoerner, est astrophysicien. Avec son aide et ses encouragements, elle répare des radios à l'âge de six ans et construit un oscilloscope à quatorze ans,.
Au début des années 1960, après avoir terminé ses études secondaires, elle déménage avec son père aux États-Unis. Ce dernier travaille à l'Observatoire national de radioastronomie (NRAO), tandis qu'elle suit une formation en électronique et travaille comme assistante de recherche à l'Observatoire national de radioastronomie.

## Formation
En 1965, Hanna von Hoerner retourne en Allemagne de l'Ouest pour étudier la physique expérimentale à l'Université de Heidelberg. Elle obtient un diplôme de premier cycle en 1971 et son doctorat en 1974, tous deux à l'université de Heidelberg.

## Carrière

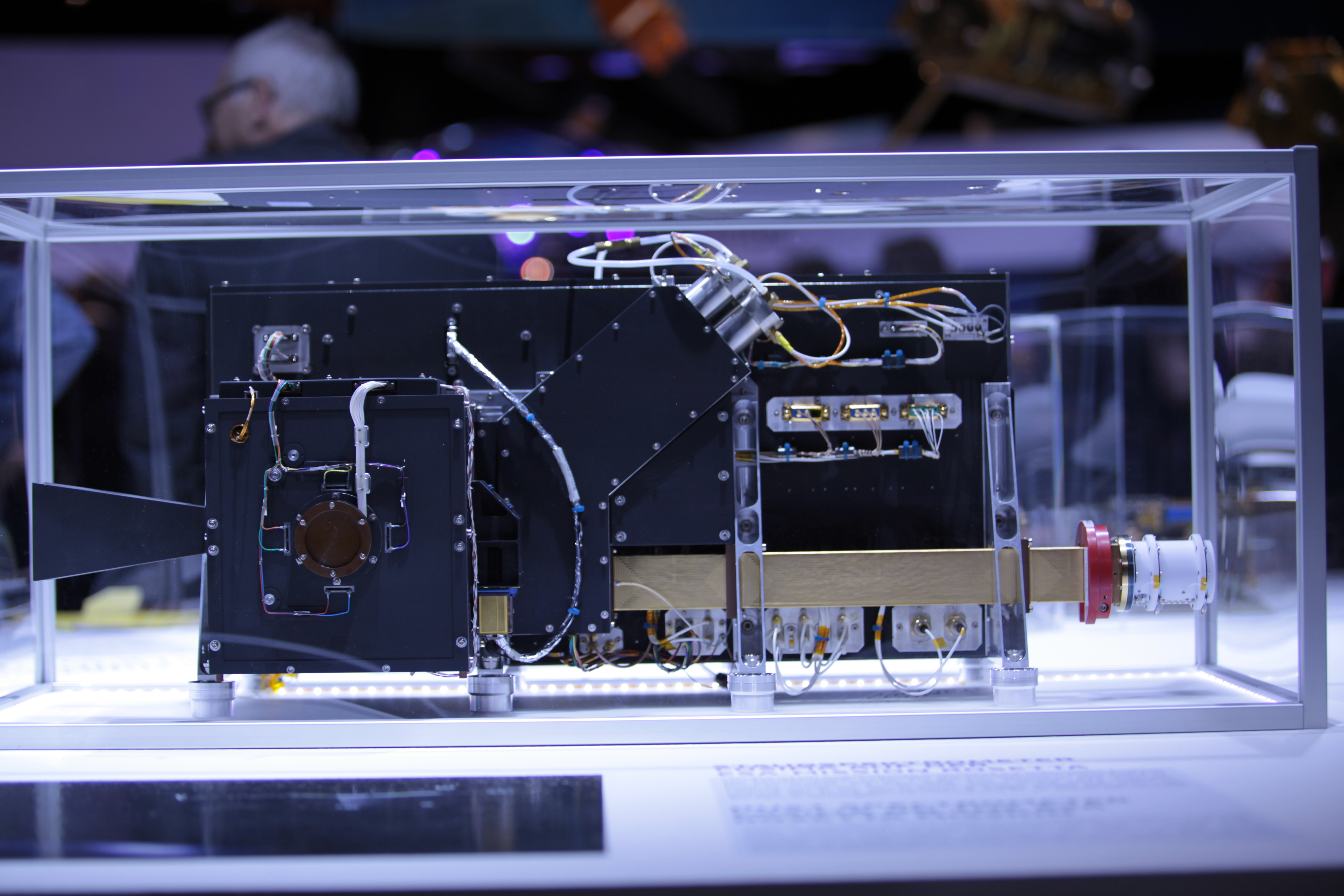
Spectromètre de poussière COSIMA – Spectromètre de poussière COSIMA (14237329074)

En 1973, alors qu'elle travaille encore sur son doctorat, Hanna Von Hoerner fonde la société von Hoerner & Sulger. Basée à Schwetzingen, elle produit des instruments scientifiques destinés à être utilisés dans l'espace et la médecine. En 1980, von Hoerner & Sulger développe le premier spectromètre de masse fonctionnant dans l'espace. En 1979, la société de van Hoerner est chargée par l'Institut Max Planck pour la recherche sur le système solaire de concevoir un détecteur de poussière cosmique destiné à être utilisé dans les missions du programme Vega vers Vénus. En 1999, Von Hoerner & Sulger conçoit le CIDA (Cometary and Interstellar Dust Analyzer), un instrument d'analyse de la poussière à bord du vaisseau spatial Stardust de la NASA, lancé en 1999. L'entreprise est célèbre pour la conception de COSIMA (Cometary Secondary Ion Mass Analyser), un instrument embarqué à bord du vaisseau spatial Rosetta qui analyse la composition des particules de poussière  à l'aide de la spectrométrie de masse des ions secondaires,. Les premières données comprennent des images de particules de poussière collectées dans l'environnement de la comète 67P/CG depuis la phase d'approche du noyau jusqu'aux spectres de masse des ions secondaires pour certaines de ces particules.

## Réflexions sur Hanna von Hoener
« Le collecteur de poussière interstellaire est l'un des meilleurs exemples d'instruments de mesure spatiale avec lesquels la petite entreprise Hoerner & Sulger (vH & S), basée à Baden, s'est fait un nom. Avec seulement 20 employés et un chiffre d'affaires de 7,7 millions d'euros l'année dernière, selon Hanna von Hoerner, directrice générale de l'entreprise  »

— Veronika Szentpetery, dans Technology Review (1997)

## Prix et distinctions
- En 2009, Hanna Von Hoerner reçoit l'Ordre du Mérite du Bade-Wurtemberg[8].
- En 2013, elle reçoit l'Ordre du Mérite de la République Fédérale d'Allemagne, première classe, pour ses contributions à la science spatiale en Allemagne[1],[5].
- En 2016, une comète prend son nom[9].
- Membre du Forum spatial du BDLI (Bundesverband der Deutschen Luft- und Raumfahrtindustrie / Association des industries aérospatiales allemandes) [10]
- Membre du conseil d'administration de l'Institut Max Planck pour la recherche sur le système solaire [10]
- Membre du comité du programme spatial du DLR [10]

## Publications
- COSIMA : Spectromètre de masse secondaire à temps de vol à haute résolution pour l'analyse des particules de poussière cométaire à bord de ROSETTA[6].
- Analyse de la poussière cométaire COSIMA dans la chevelure interne de la comète 67P/Churyumov-Gerasimenko auteurs : Hilchenbach, Martin ; Kissel, Jochen ; Briois, Christelle ; von Hoerner, Hanna ; Résumés de la réunion de la Division des sciences planétaires de l'AAS de novembre 2014 [11]
- Recherche de satellites proches de la comète 67P/Churyumov-Gerasimenko à l'aide d'images Rosetta/OSIRIS Astronomie et astrophysique . vol.583: A19[12].